# Psilanteris kenyae
Psilanteris kenyae är en stekelart som beskrevs av Jean Risbec 1950. Psilanteris kenyae ingår i släktet Psilanteris och familjen Scelionidae. Inga underarter finns listade i Catalogue of Life.